# الضحاك بن قيس الفهري
أبو عبد الرحمن الضحاك بن قيس بن خالد بن وهب الفهري القرشي (4 هـ - 64 هـ / 625م - 684م) صحابي من صغار الصحابة وله أحاديث، كان أميراً، جواداً، شجاعاً شهد فتح دمشق في خلافة عمر بن الخطاب وسكنها وكانت له دار فيها. ثم حضر مع معاوية بن أبي سفيان معركة صفين وكان أميراً على أهل دمشق، ثم ولاه معاوية أميراً على الكوفة سنة 53 هـ لمدةٍ ثم عزله وولاه على دمشق، وبقي أميراً عليها حتى توفي معاوية فصلى عليه، وأستمرت إمارته على دمشق طيلت أيام يزيد بن معاوية وابنه معاوية الثاني بن يزيد ولما توفي معاوية الثاني دعا لخلافة عبد الله بن الزبير وخطب له في دمشق، ثم خرج عليه مروان بن الحكم وألتقى الطرفين في معركة مرج راهط عام 64 هـ فأنهزم الضحاك وقُتِل وسيطر مروان بن الحكم على دمشق وكامل بلاد الشام. قال ابن عبد البر: «كان الضحاك بن قيس على شرطة مُعَاوية بن أبي سفيان». وقال ابن قتيبة: «استعمل معاوية الضحاك بن قيس على الكوفة، ثم صار بعد ذلك مع عبد الله بن الزبير، فقاتل مروان بن الحكم يوم المرج وهو على قيس كلها، فقتله مروان بن الحكم، وكان ابنه عبد الرحمن بن الضحاك عاملاً على المدينة ليزيد بن عبد الملك بن مروان بن الحكم». وعده ابن حبيب من البرص الأشراف.

## نسبه
- هو الضحاك بن قيس بن خالد بن وهب بن ثعلبة بن وائلة بن عمرو بن شيبان بن محارب بن فهر بن مالك بن قريش بن كنانة بن خزيمة بن مدركة بن إلياس بن مضر بن نزار بن معد بن عدنان الفهري القرشي الكناني يُكَنى بأبي عبد الرحمن.[7]
- أمه أميمة بنت ربيعة بن حِذْيَم بن عامر بن مبذول بن الأحمر بن الحارث بن عبد مناة بن كنانة الكنانية.[8]

## من مواقفه مع النبي في حياته
عن جرير بن حازم قال: جلس إلينا شيخ في دكان أيوب فسمع القوم يتحدثون فقال: حدثني مولاي عن رسول الله ﷺ فقلت له: ما اسمه؟ قال: قرة بن دعموص النميري قال: قدمت المدينة فأتيت النبي ﷺ وحوله الناس فجعلت أريد أن أدنو منه فلم أستطع فناديته: يا رسول الله استغفر للغلام النميري قال: «غفر الله لك» قال: وبعث رسول الله ﷺ الضحاك بن قيس ساعيا فلما رجع رجع بإبل جلة فقال رسول الله ﷺ:
أتيت هلال بن عامر ونمير بن عامر وعامر ربيعة فأخذت حلة أموالهم؟ فقال: يا رسول الله إني سمعتك تذكر الغزو فأحببت أن أتيك بإبل جلة تركبها وتحمل عليها. فقال: «والله الذي تركت أحب إلي من الذي أخذت ارددها وخذ من حواشي أموالهم وصدقاتهم». قال: فسمعت المسلمين يسمون تلك الإبل المسان المجاهدات.

## وفاته
لما بلغ الضحاك أن مروان بن الحكم قد بايع لنفسه على الخلافة، بايع مَن معه لعبد الله بن الزبير، ثم سار كل واحدٍ منهما إلى صاحبه بمن تبعه، فالتقوا بمرج راهط للنصف من ذي الحجة تمام سنة 64 للهجرة، فاقتتلوا قتالًا شديدًا، فَقُتِل الضحاكُ وأصحابُهُ، وقُتِلت معه قبائل قيس عيلان بمرج راهط مقتلة لم تُقْتَلْهُ في موطن قط.